# كأس السوبر (جزر القمر)
كأس السوبر (جزر القمر) هي مسابقة كرة قدم في جزر القمر ، تقام على شكل مباراة بين بطل دوري جزر القمر الممتاز و بطل كأس جزر القمر. تم عقد النسخة الأولى في عام 2011.

## الفائزون[5]
| السنة | الفائز     | النتيجة                   | ضد             | الموقع |
| ----- | ---------- | ------------------------- | -------------- | ------ |
| 2011  | نادي إيلان | 0 – 0 (ركلات الجزاء: 4–3) | نادي كوين نورد | -      |

## روابط خارجية
- https://archive.today/20130118184727/http://latribunelan.canalblog.com/archives/2011/03/11/20605199.html